# Xúc xích

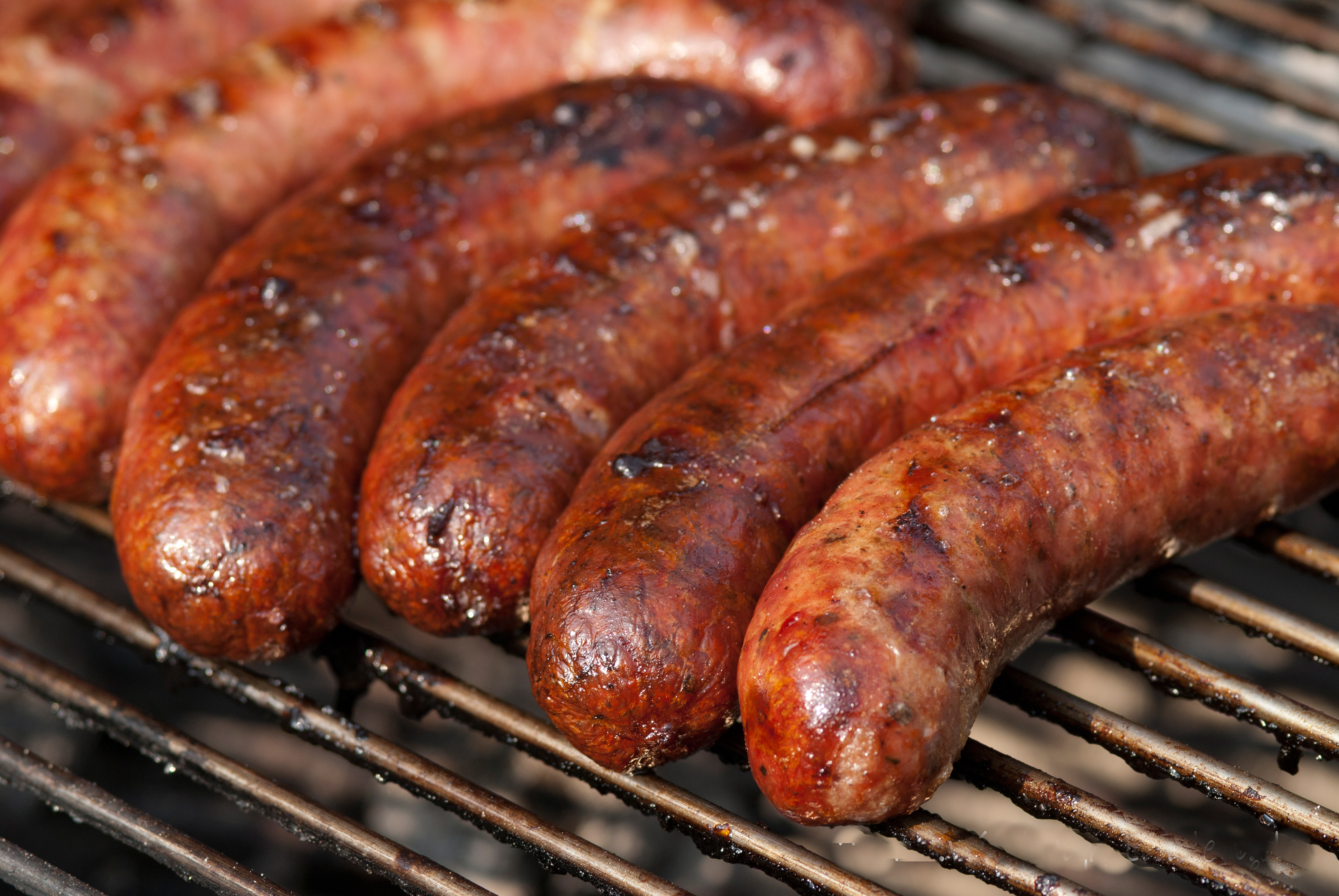
Xúc xích nướng

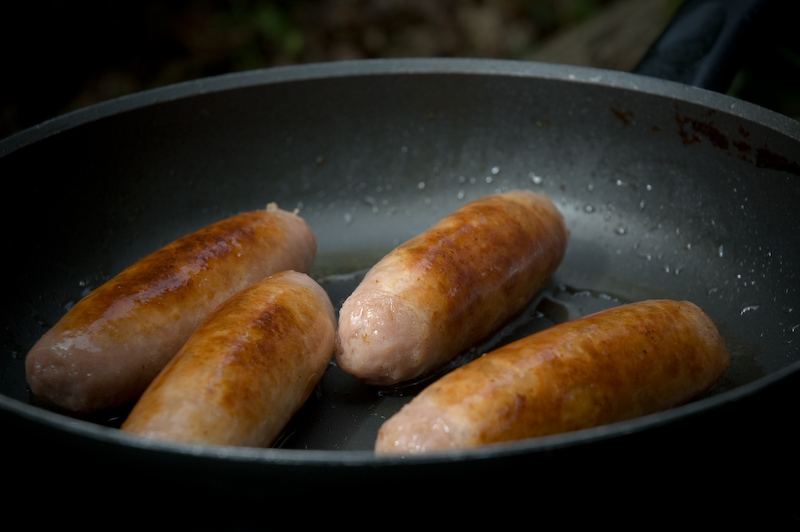
Xúc xích chiên

Xúc xích (tiếng Anh: Sausage) là một loại thực phẩm chế biến từ thịt (thông thường và chủ yếu là thịt heo) bằng phương pháp dồi (nhồi thịt và dồn vào trong một đoạn bì) kết hợp với các loại muối, gia vị, phụ gia. Trong Từ điển tiếng Việt thì xúc xích là món ăn làm bằng ruột lợn nhồi thịt, rồi hun khói luộc với lửa nhỏ và kết hợp muối, gia vị, phụ gia. Đây cũng là một trong những món ăn lâu đời nhất mà con người đã tạo ra trong quá trình bảo quản và lưu trữ thực phẩm bằng phương pháp hong khói, phơi khô, ủ muối hoặc hấp chín. Xúc xích được phân biệt hai loại chính là xúc xích khô và xúc xích tươi. Xúc xích khô là loại xúc xích vẫn quen gọi là xúc xích hun khói, còn xúc xích tươi là loại xúc xích được làm thành hình nhưng chưa qua chế biến. Hiện nay xúc xích là món ăn bình dân, phổ biến.

## Lịch sử

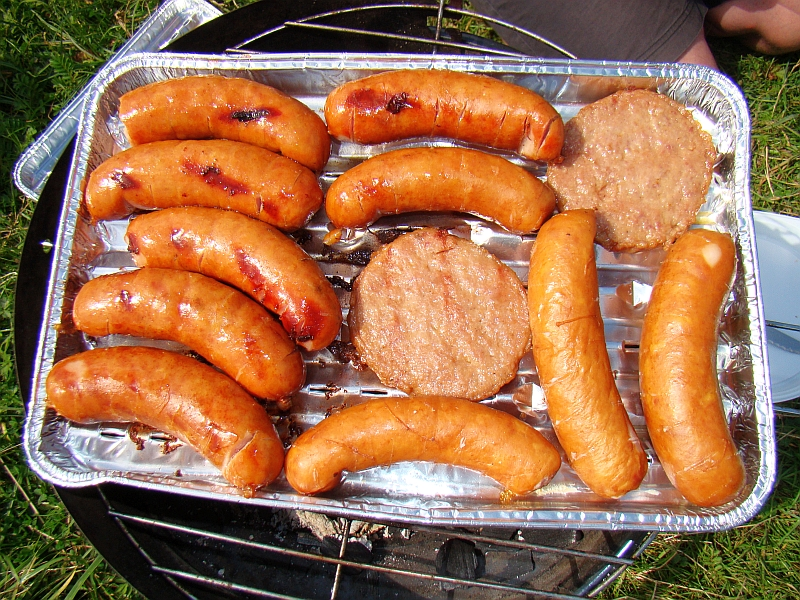
Một khay xúc xích nướng

Xúc xích là một trong các loại thực phẩm lâu đời nhất. Từ 5000 năm trước Công Nguyên, xúc xích đã được vẽ trên các tranh ảnh xuất xứ từ Ai Cập, Syria, Trung Quốc (đặc biệt là món lạp xưởng). Vào thế kỷ thứ 8 trước công nguyên, nhà thơ Homer đã nhắc đến xúc xích trong Odyssey về các cuộc thi đấu "xúc xích" của người Hy Lạp. Người can đảm nhất sẽ nhận phần thưởng là xúc xích. Người La Mã cũng chuộng xúc xích. Giới nhà giàu không chỉ ăn từng cái xúc xích nướng nhỏ, mà đôi khi cả con heo nướng có nhồi đầy xúc xích trong bụng.
Tại Đức xúc xích rất nổi tiếng. Xúc xích được nhắc đến vào thế kỷ 11 hoặc 12. Vào thời điểm đó người ta đã biết đến xúc xích gan, xúc xích nướng. Vào thời Trung Cổ đã xuất hiện các lò mổ gia súc, chuyên sản xuất cho các tiệm ăn và cách chế biến cũng từ từ được cải tiến và phát triển. Cũng như thời cổ đại, trong thời gian này họ cũng tổ chức các cuộc thi đua quanh xúc xích. Các cuộc thi đua này được tổ chức trong các dịp lễ, thường là thi xem ai có thể chế được xúc xích to và nặng nhất. Xúc xích vào thời ấy có giá trị rất cao đối với con người. Họ thường cất và bảo quản rất kỹ để tránh trộm cắp. Vì giá trị của xúc xích, nên người ta phải cho ra những quy luật rõ ràng trong việc sản xuất, như sản xuất như thế nào, loại thịt nào được cho vào trong ruột.

## Thành phần

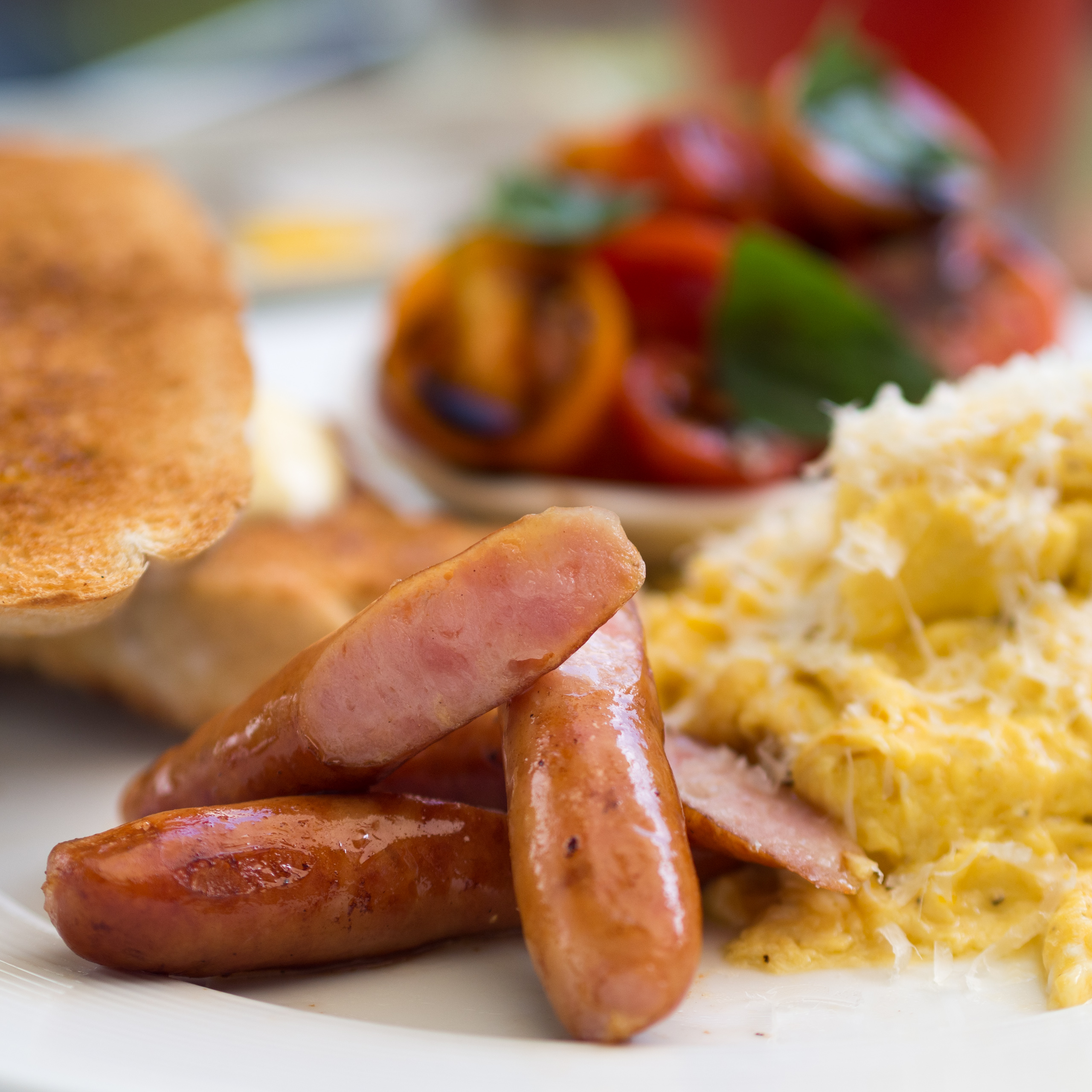
Xúc xích kiểu Nhật ở Thái Lan

Các loại xúc xích thông thường trong sản phẩm của chúng có các thành phần cơ bản: Thịt mỡ lợn, thịt gà, thịt bò, muối, nước, đường, nitrit, protein đậu nành và sữa, polyphosphate, axit ascorbic, hương liệu, bột ngọt, màu thực phẩm... Cụ thể là các loại thịt mỡ heo/gà/bò, muối, nitrit, nước, protein đậu nành và sữa, đường, hương liệu, polyphosphate (E 450), bột ngọt (E 621), mùi khói, axít ascorbic (E 300), màu thực phẩm (E 120).
Riêng phần phụ gia thực phẩm có tác dụng giữ chất lượng toàn vẹn của sản phẩm, kéo dài thời gian sử dụng. Phụ gia thông thường trong xúc xích bao gồm: chất tạo màu tổng hợp Erythrosine, chất tạo vị và chống oxy hóa Acid ascorbic (vitamin C), chất sát khuẩn Natrinitrite (muối diêm) và bột ngọt. Liều lượng sử dụng chất phụ gia theo quy định từ 0,4 - 0,6% trên trọng lượng chất khô. Nguyên nhân xuất phát từ việc xúc xích là dạng nhũ tương của hỗn hợp thịt, mỡ, nước vì vậy để liên kết các thành phần thực phẩm phải sử dụng các chất phụ gia thực phẩm. Các chất này còn giúp xúc xích xốp, chống vón và bảo quản khỏi sự thâm nhập của vi sinh vật.
Xúc xích không chứa gia vị, nhưng món ăn này cũng không mang lại cho trẻ nhiều giá trị dinh dưỡng do các thành phần của xúc xích chỉ có khoảng 10% thịt tự nhiên, 30% là mỡ động vật, da và thịt gia cầm. Phần còn lại là nhũ của chất đạm và chất béo, các chất ổn định đạm cũng như dầu thực vật và nước, trong xúc xích còn có caseinat natri, một chất dựa trên casein, là đạm của sữa, được thêm vào để tăng lượng đạm. Ngoài ra, một phần của xúc xích là tinh bột và bột mì.
Ngoài ra, nhiều loại xúc xích cũng được chế biến với sự hỗ trợ của vi khuẩn lên men, tạo cho thứ thực phẩm này có mùi thơm đặc trưng và trong nhiều trường hợp, cả sự dai ngon và màu đỏ. Các loại xúc xích lên men được làm từ hỗn hợp thịt xay, muối, đường, gia vị và các chất ổn định nhồi vào vỏ bọc. Chúng thường được lên men nhờ các vi khuẩn tồn tại tự nhiên trong thịt nguyên liệu hoặc nhờ những vi khuẩn được con người cho thêm vào trong quá trình chế biến. Axit lactic do các vi khuẩn lên men sản sinh, cùng với trạng thái khô của thịt sẽ ức chế sự lây lan của các mầm bệnh.

## Các loại

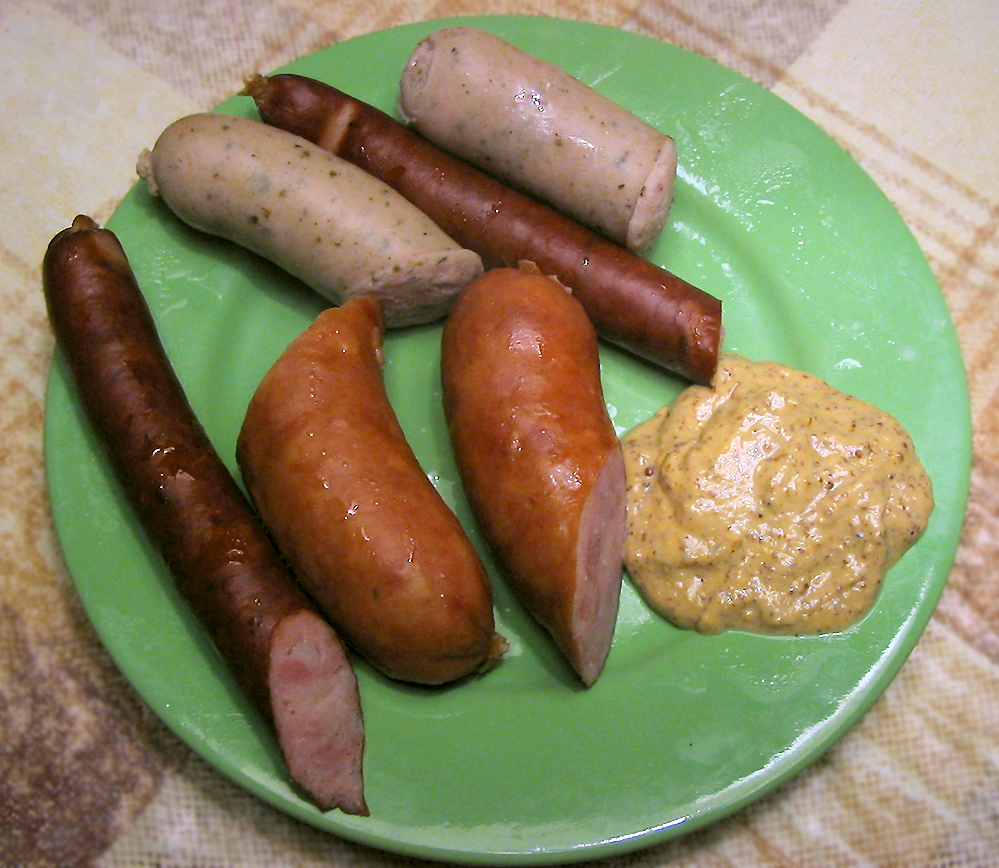
Một số loại xúc xích kiełbasa được sản xuất từ Ba Lan. Từ trên xuống dưới: biała kiełbasa (xúc xích trắng), kabanos (tiếng Ba Lan: 'kabanosy'), kiełbasa wiejska.

Không có một công thức chung cho xúc xích. Mỗi dân tộc, thậm chí mỗi vùng trong một nước cũng có một cách làm xúc xích khác nhau, công thức khác nhau, quy trình chế biến khác nhau, mùi vị cũng khác nhau. Cơ bản xúc xích có hai loại là xúc xích tươi và xúc xích tiệt trùng. Mỗi loại có ưu điểm riêng. Tuy nhiên, ở các nước châu Á như Nhật Bản, Trung Quốc, Hàn Quốc và Việt Nam thì xúc xích tiệt trùng phổ biến hơn. Thông thường xúc xích được phân chia theo cách sản xuất: loại luộc, loại nấu, loại sống.

### Xúc xích luộc
có khoảng trên dưới 800 loại và là loại đa dạng nhất. Trong đó bao gồm các loại xúc xích thịt, xúc xích trắng, xúc xích giòn. Những loại xúc xích này thường được xay rất mịn, từ thịt heo, thịt bò, thịt bê. Các loại nguyên liệu này đã được nấu chín trước đó, tùy theo loại thành phần có thể bao gồm đồ lòng, huyết, da (bì). 
- Blutwurst (tiếng Đức, black pudding tên một loại bên Anh, Boudin noir bên Pháp) là một loại xúc xích nấu từ máu heo, speck (bacon, thịt muối), da heo và gia vị như (muối, tiêu, Origanum majorana, Chi Cỏ xạ hương, Pimenta dioica và gừng).[6] Nó được xem là một trong những loại xúc xích lâu đời nhất, vì nó đã được nhắc tới trong sử thi của Homer, Odýsseia[7]
- Pa tê ở Việt Nam có nguồn gốc từ Pháp, thường là thịt xay từ heo, bò, gia cầm, và gan rồi nướng hay hấp lên. Gia vị có khi bỏ cả rượu vào. Nổi tiếng là loại pâté de foie gras, làm từ gan ngỗng béo.
- Saumagen: Đặc sản vùng Pfalz. Thường thì thịt heo hun khói được hấp rồi xay nhỏ với khoai tây, nếu dùng hành tây thì chiên nó trước. Các gia vị gồm có muối, tiêu, Pimenta dioica, Chi Cỏ xạ hương, Nguyệt quế, Origanum majorana và tùy theo công thức hạt hay hoa của Myristica fragrans. Cái tên món này có từ việc người ta dùng bao tử heo nái để bọc thịt thay vì dùng ruột.[8][9] Vào mùa thu người ta dùng dẻ thơm thay vì khoai tây. Món này nổi tiếng ở Đức vì nó là món ruột của tổng thống Helmut Kohl. Ông thường mời các vị lãnh đạo các nước trên thế giới như Margaret Thatcher, Mikhail Sergeyevich Gorbachyov, Ronald Reagan và François Mitterrand thưởng thức qua.[10]
- Corned Beef được chế tạo bằng thịt bò hun khói nấu lên, phổ thông với người Anh, Mỹ. Ngày nay thường được bán trong hộp thiếc, mà bây giờ được sản xuất nhiều nhất ở Á Căn Đình và Ba Tây.[11]

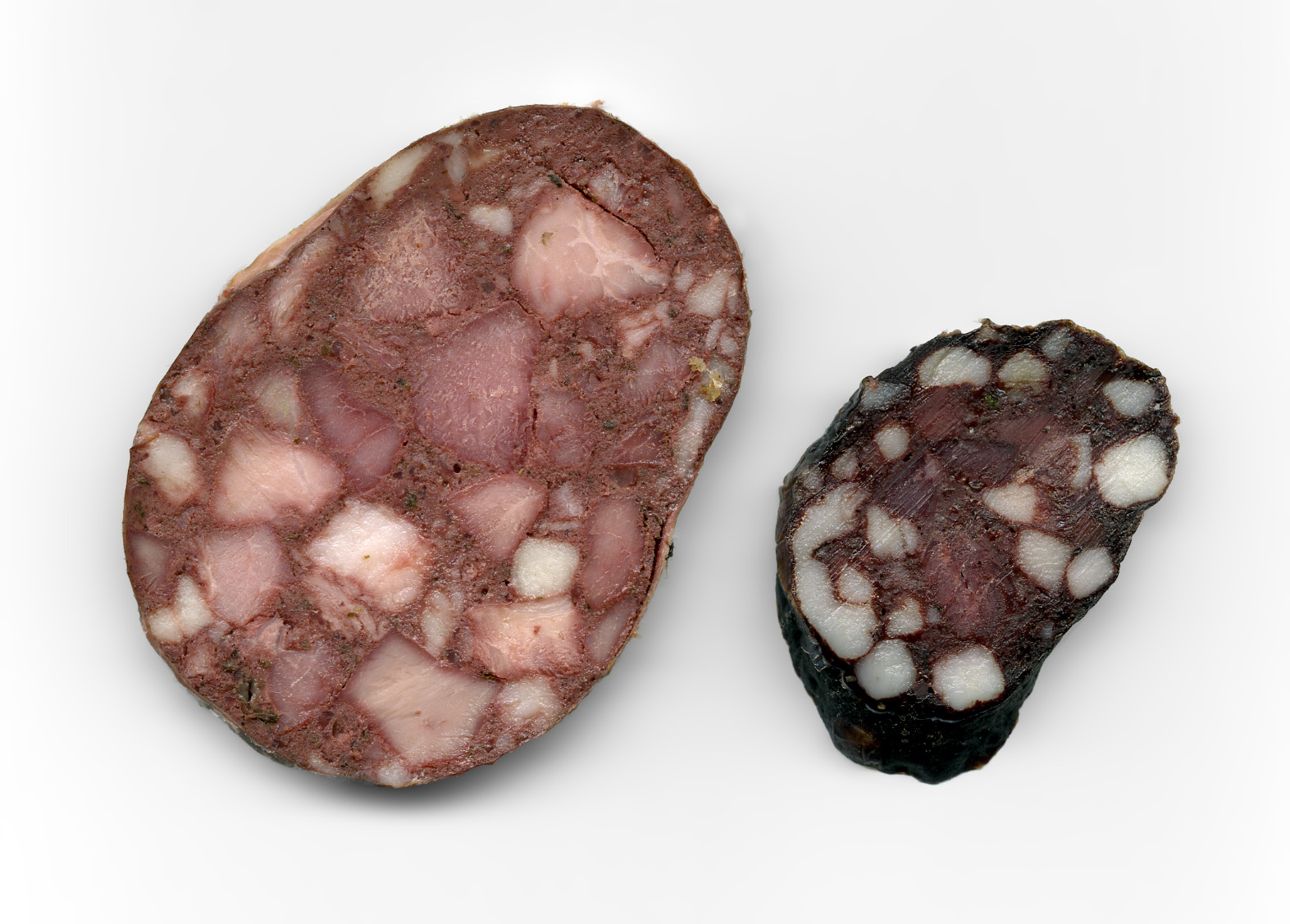
Blutwurst với thịt, hun khói, bên phải là Blutwurst với Speck phơi khô ở Hessen
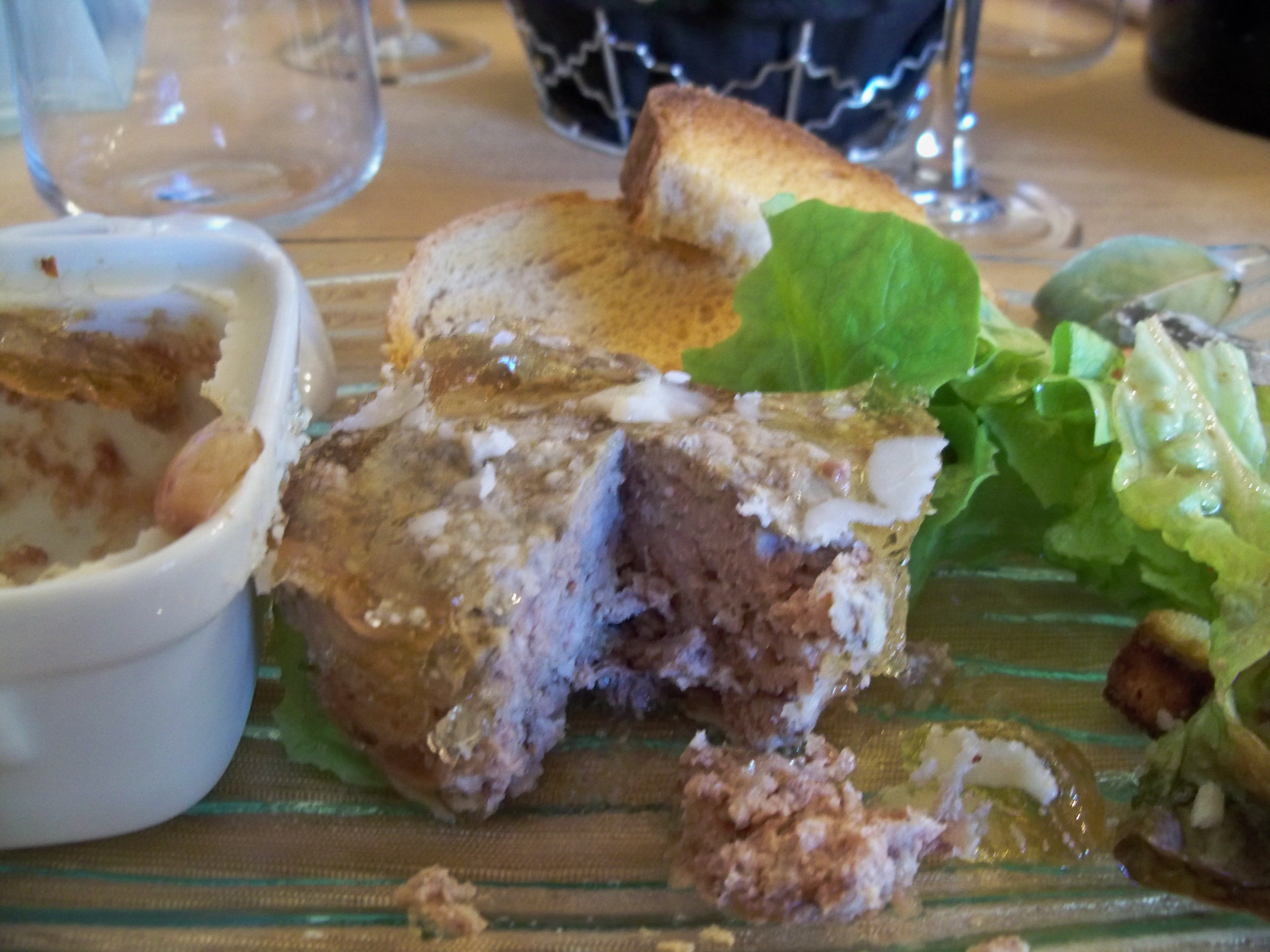
Terrine (Pa tê) heo rừng
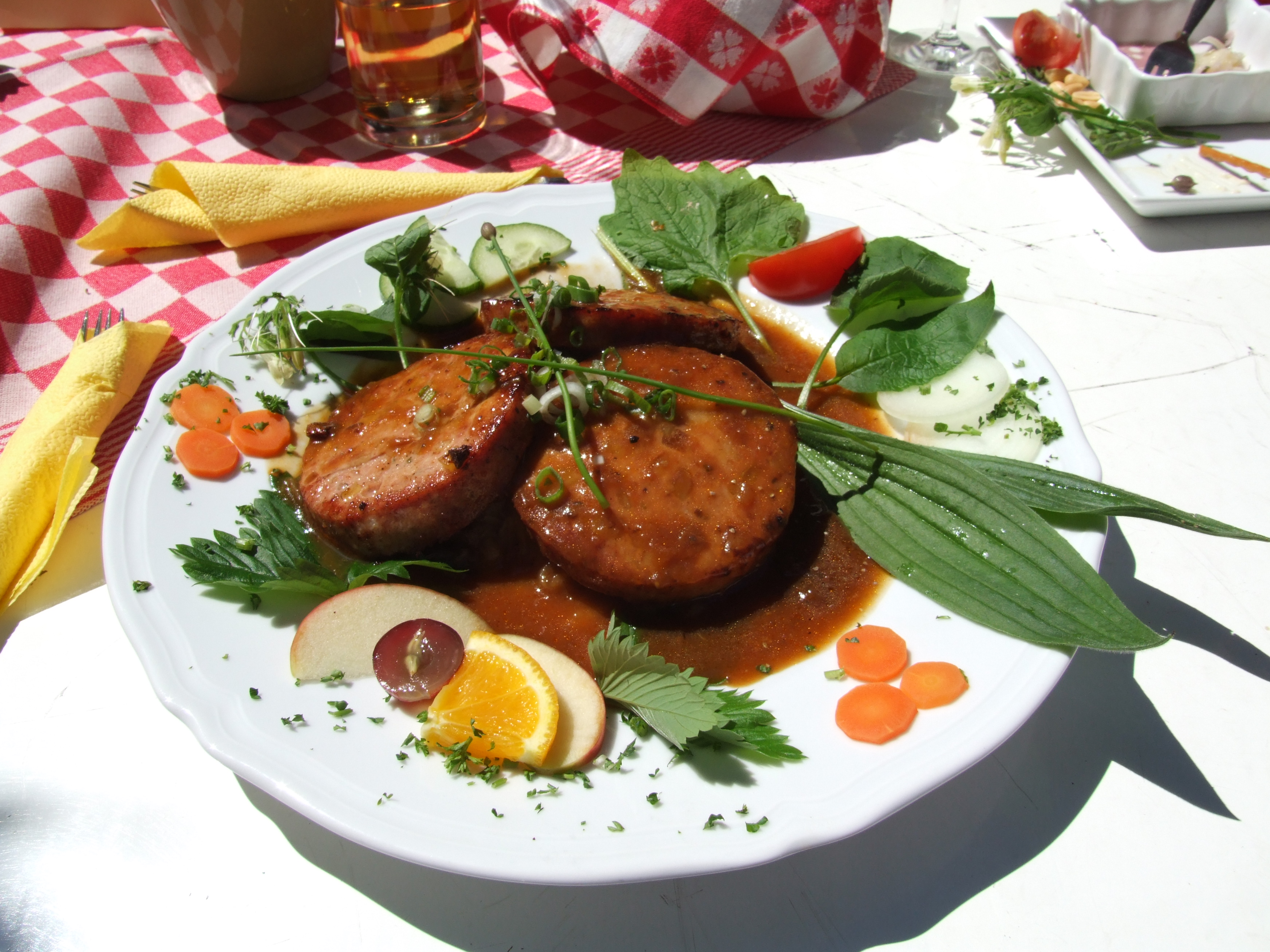
Pfälzer Saumagen
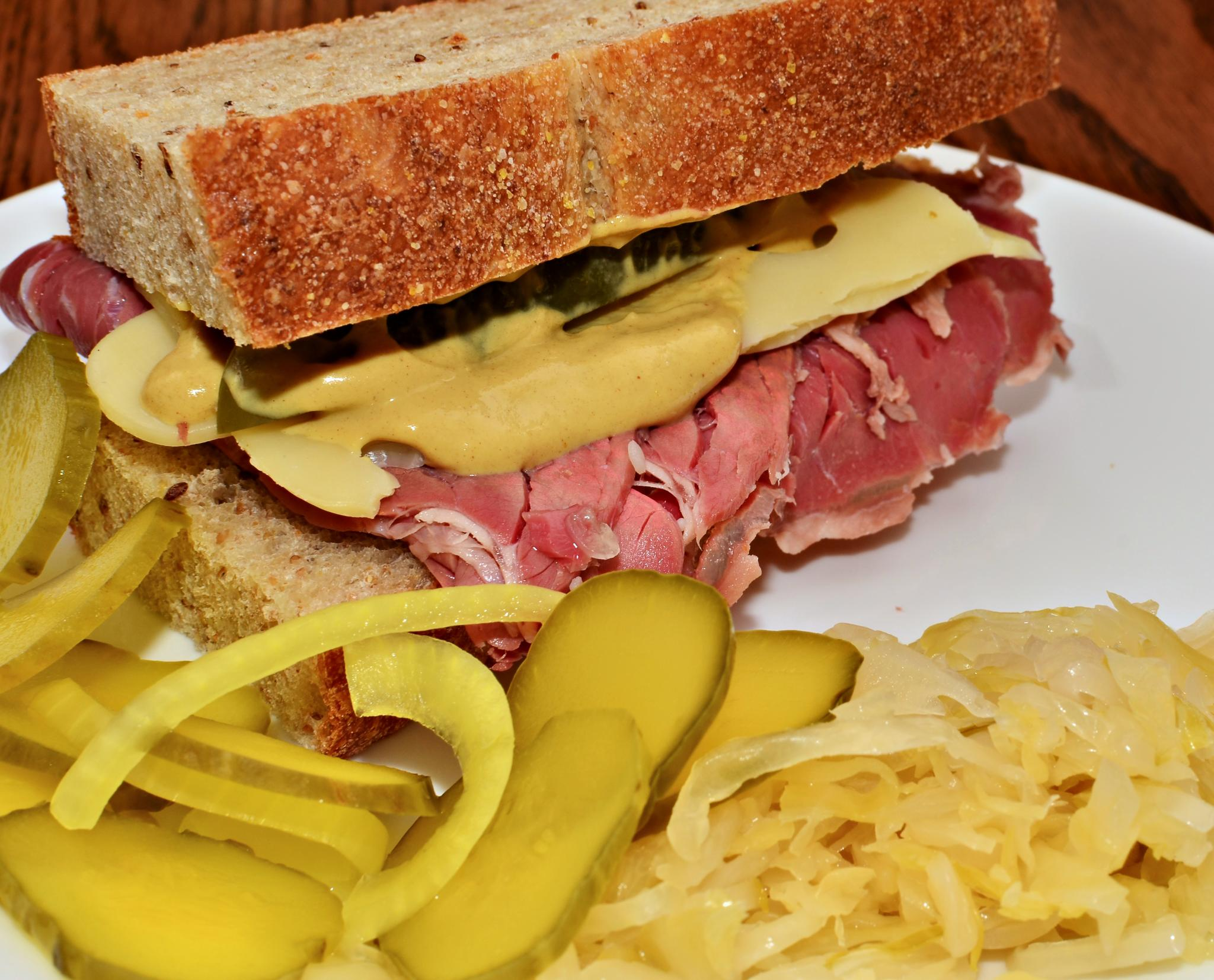
Bánh mì kẹp corned-Beef

### Xúc xích sống
có khoảng 500 loại, gồm thịt heo sống, thịt bò sống, thịt cừu. Thịt được xay nhỏ trộn với muối, được bảo quản bằng phương pháp hong khói, phơi khô. Những loại phổ biến ở Âu châu:
- Ahle Wurst: xuất phát từ Bắc Hessen. Thịt ba chỉ ít mỡ được thái nhỏ, rồi phơi khô; các gia vị chính là muối, tiêu và tỏi.
- Chorizo (tiếng Tây Ban Nha), Chouriço (tiếng Bồ Đào Nha) oder Xoriço (tiếng Catala): làm bằng thịt heo sống, phơi khô, gia vị chính là ớt tây và tỏi, được sản xuất nhiều nhất ở Tây Ban Nha và Bồ Đào Nha.
- Kulen: sản xuất chính ở Slavonia (Đông Croatia) cũng như ở Vojvodina (Serbia). Thịt heo (hay nửa heo nửa bò) với gia vị chính là tiêu đen, ớt tây và tỏi, được xay sơ, hun khói rồi phơi khô, có vị cay và hơi chua.
- Landjäger: thịt bò hay thịt heo, được hun khói một ngày rồi phơi khô, gia vị chính là rượu đỏ, đường. Trước đây thường được những người làm ruộng hay làm việc ở đồi nho mang theo ăn, ngày nay phổ thông với những người đi dạo, hay đi núi. Landjäger là một đặc sản ở những vùng nói tiếng Đức như Áo, Đức, Thụy Sĩ và cả ở Elsass.
- Mettwurst: thịt bò hay thịt heo, được hun khói và/hay phơi khô. Đặc điểm là nhiều loại có thể được dùng để trét lên bánh mì như Pa tê. Những loại này hoặc là ăn liền hoặc là thời gian để khô ngắn (chỉ 1 ngày) nên không giữ được lâu.
- Salami: xuất phát từ Ý, nhưng hiện thời cũng rất phổ thông tại Pháp, Đức, Áo, Hungary.

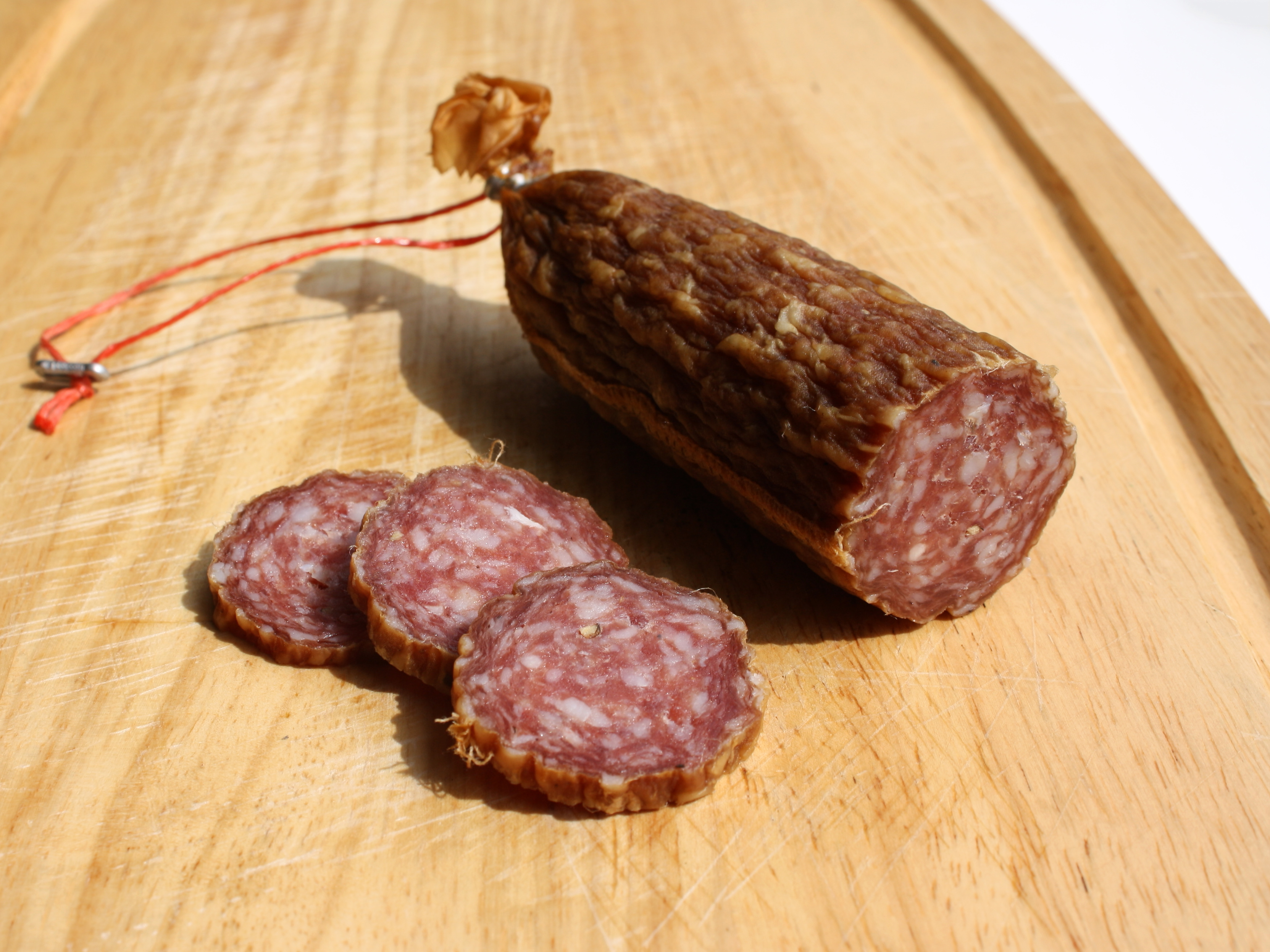
Ahle Wurscht
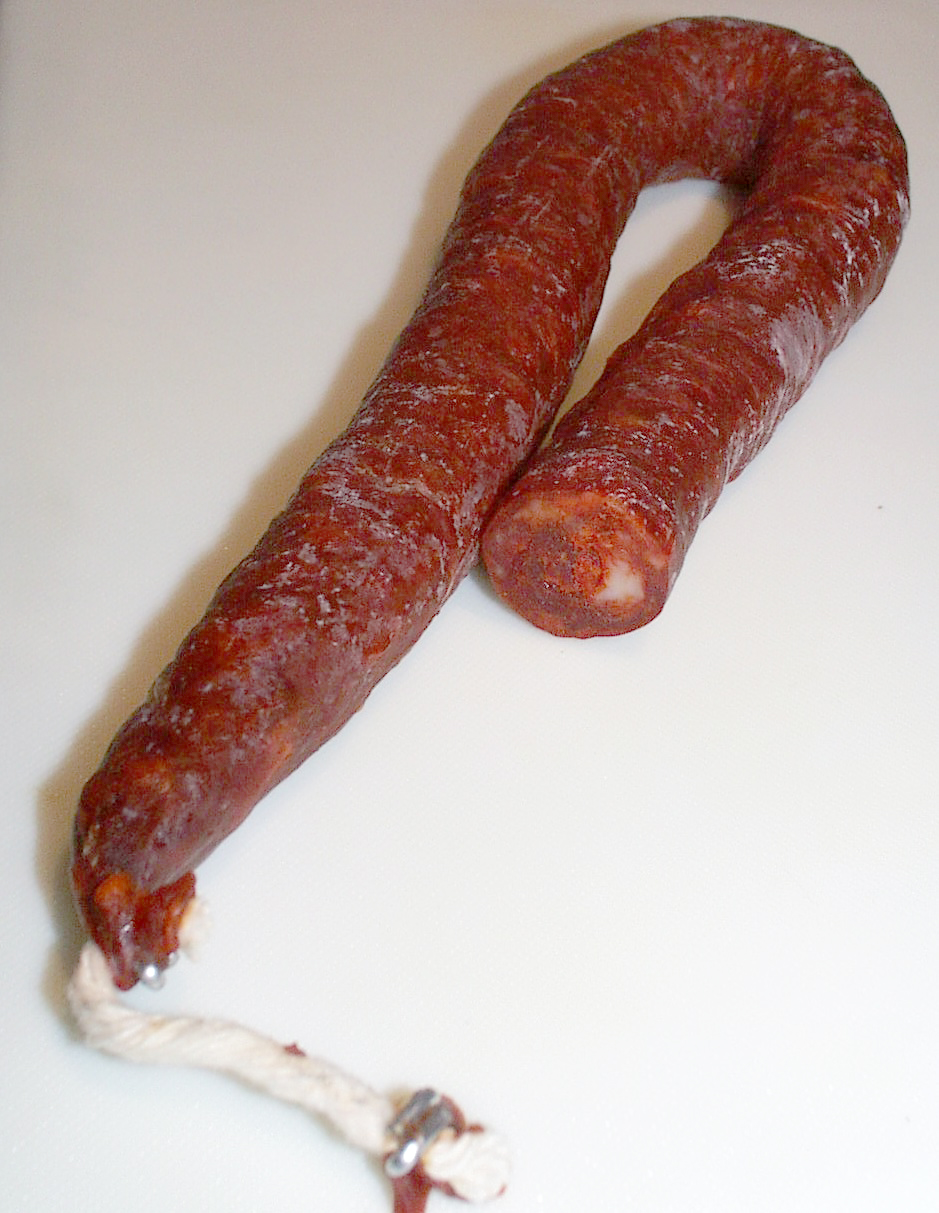
Chorizo
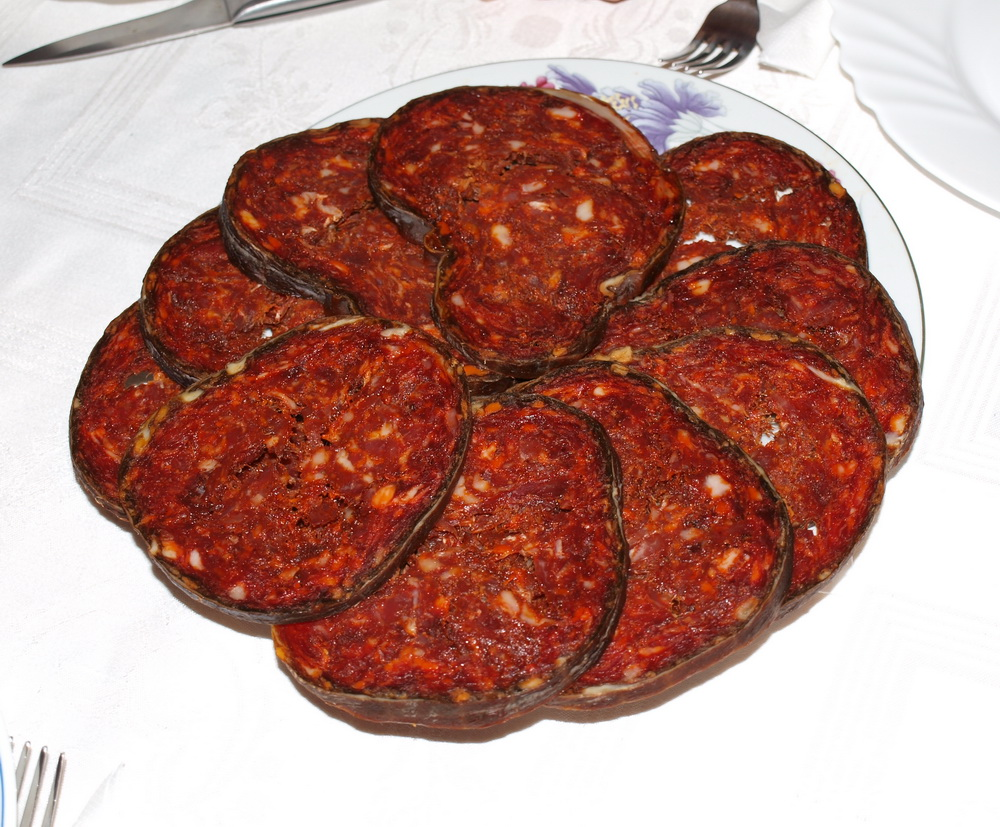
Kulen từ Slavonia
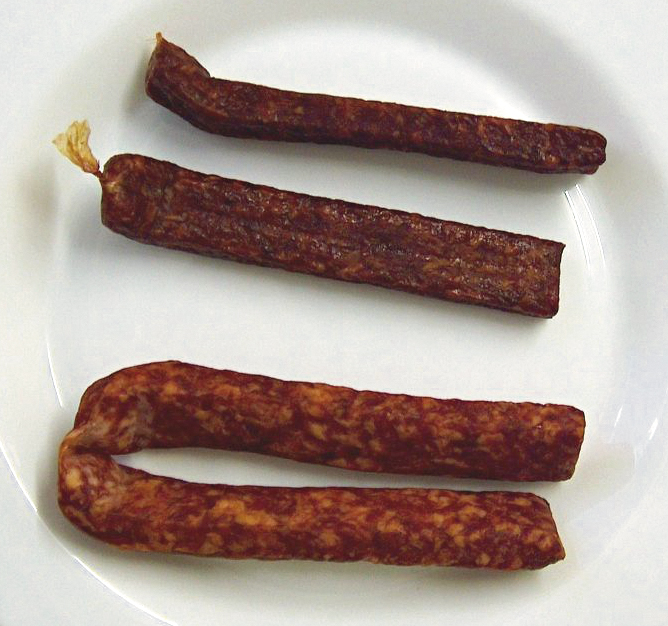
Các loại Landjäger
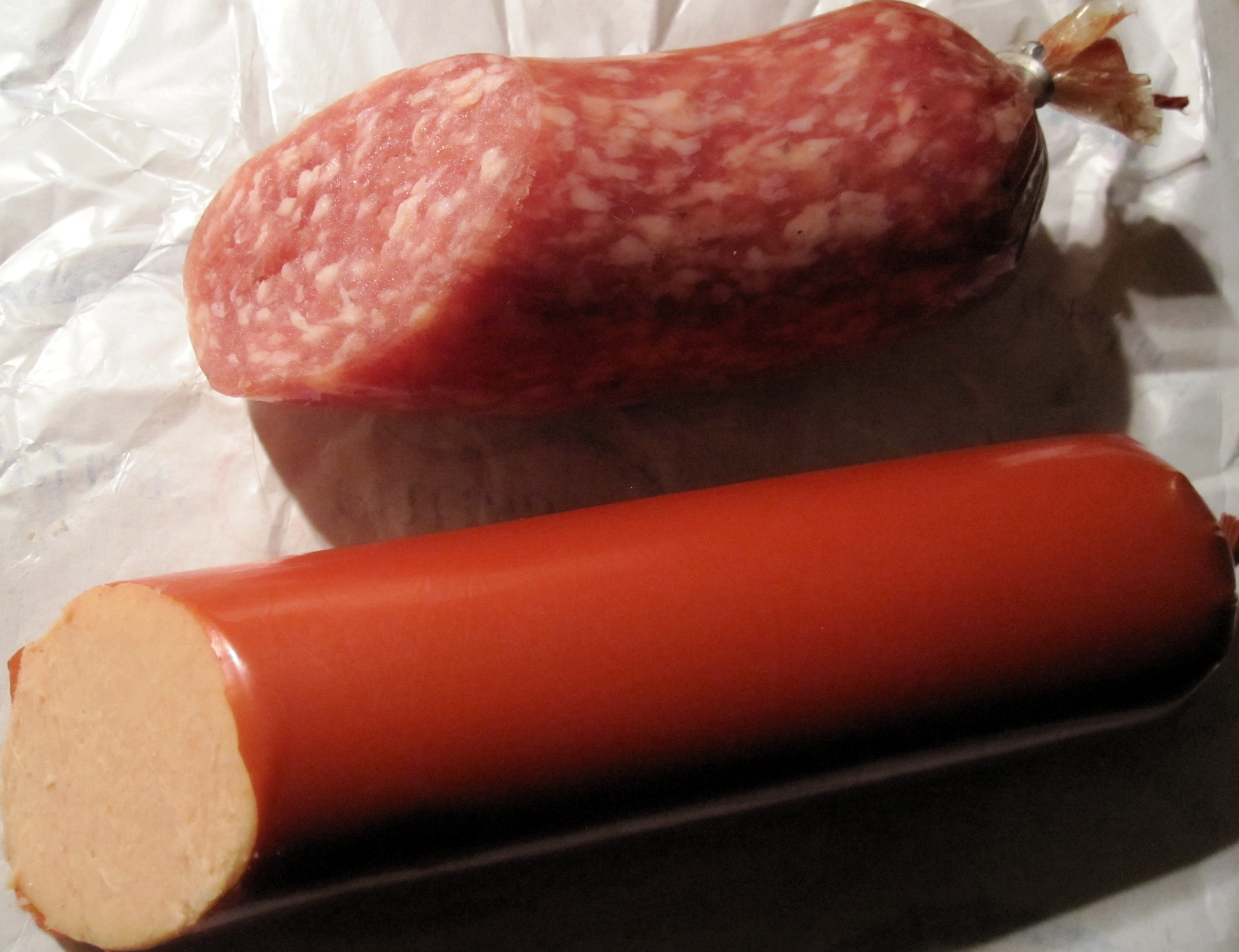
Mettwurst thô và nhuyễn
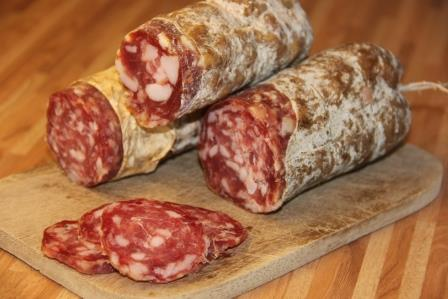
3 loại Salami Ý

### Xúc xích nướng hấp
là một dòng riêng biệt trong các loại xúc xích. Cách sản xuất tương tự như loại xúc xích luộc. Xúc xích này được làm từ thịt heo hoặc bò đem xay, trộn muối rồi hun khói nóng, hấp hoặc nướng.
- Wiener Würstchen, ở Viên lại được gọi là Frankfurter, là loại xúc xích hấp nhỏ được làm bằng thịt bò và thịt heo bọc với ruột thiên nhiên.
- Weißwurst là một loại xúc xích có nguồn gốc từ thành phố München, ban đầu được là bằng thịt bê bây giờ trộn cả thịt heo nhưng thịt bê ít nhất phải là 49%. thịt này được ướp với muối ăn thường chứ không có trộn với muối natri hoặc kali nitrat như các lại xúc xích khác nên thịt vẫn trắng. Nó thường được ăn với một loại bánh mỳ đặc biệt tại vùng này, Brezel, và một loại mù tạc ngọt.
- Debrecziner có dạng như Wiener cũng được làm bằng thịt bò và thịt heo mà được hun khói, gia vị là ớt tây. Debrecziner được đặt tên theo thành phố Debrecen, Hungary tuy nhiên nó không phải phát xuất từ đây. Xúc xích này được ưa chuộng tại Nam Đức, và các nước trước đây thuộc Đế quốc Áo-Hung.
- Bierschinken, tại Áo hay Thụy Sĩ được gọi là Krakauer, là loại xúc xích hấp có trộn với Kochschinken. Nó không trộn với bia. Từ "bia" trong tên gọi chỉ muốn nói tới là nó thường được ăn khi uống bia.

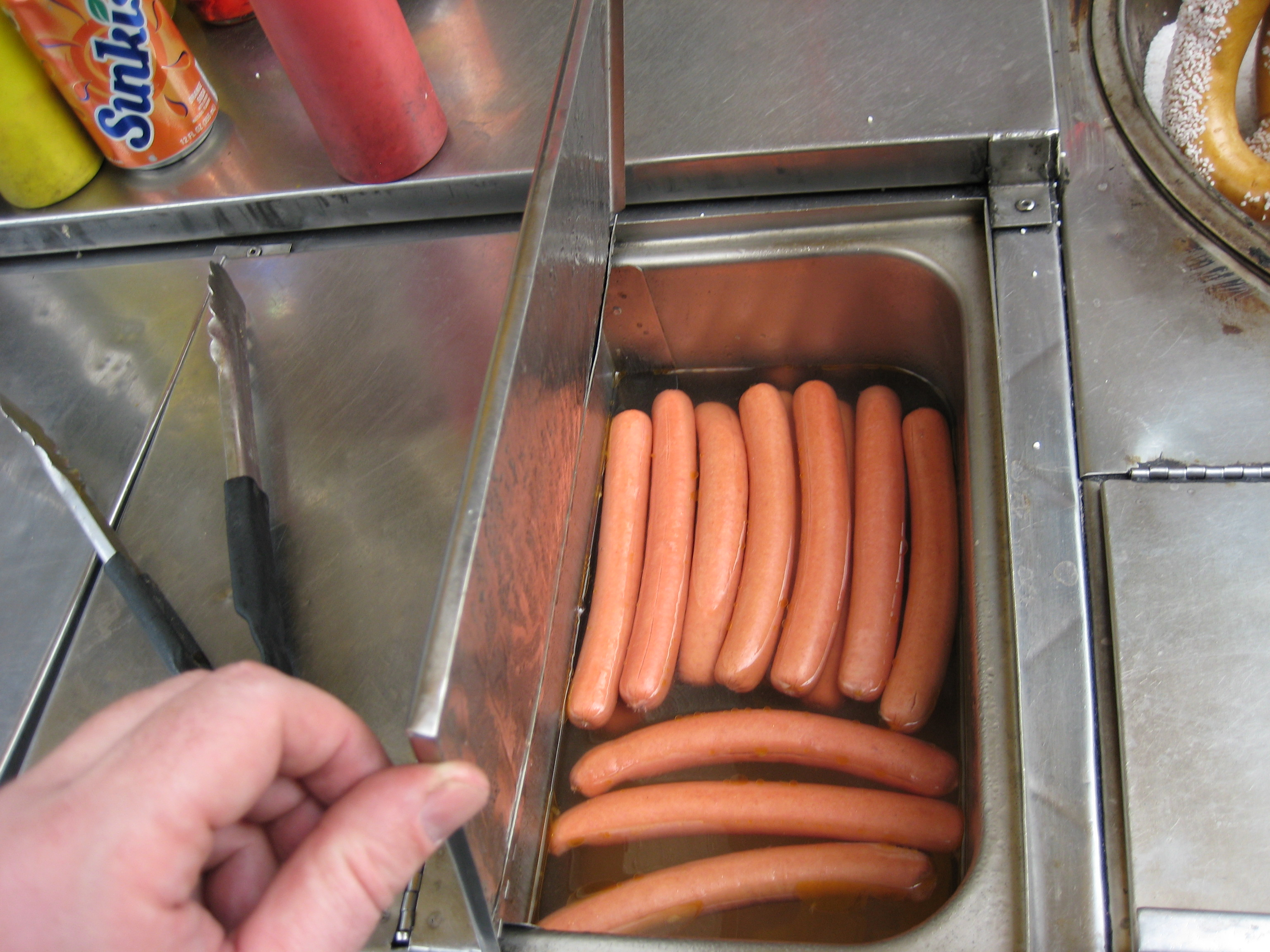
Xúc xích làm Hot Dog
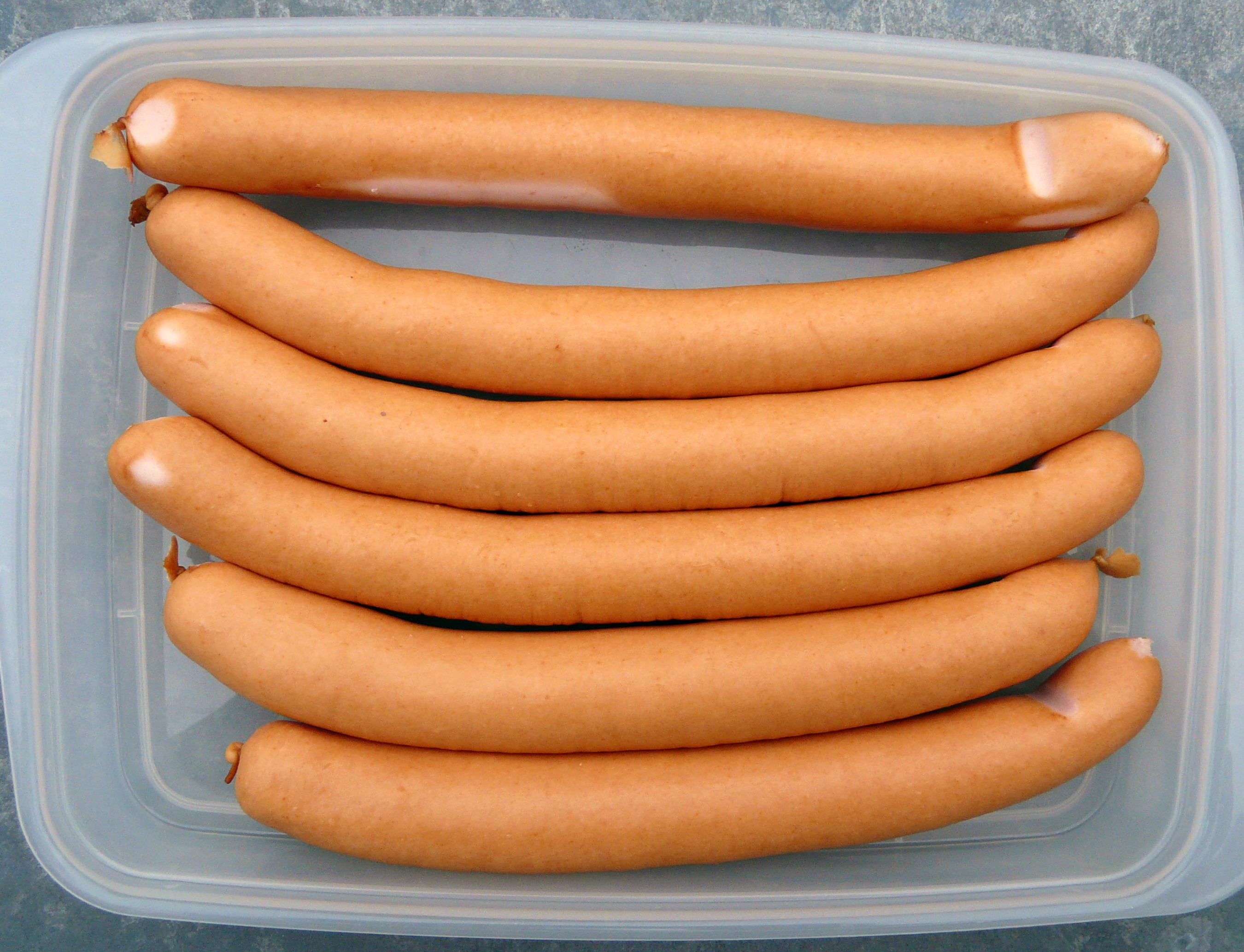
Wiener Würstchen
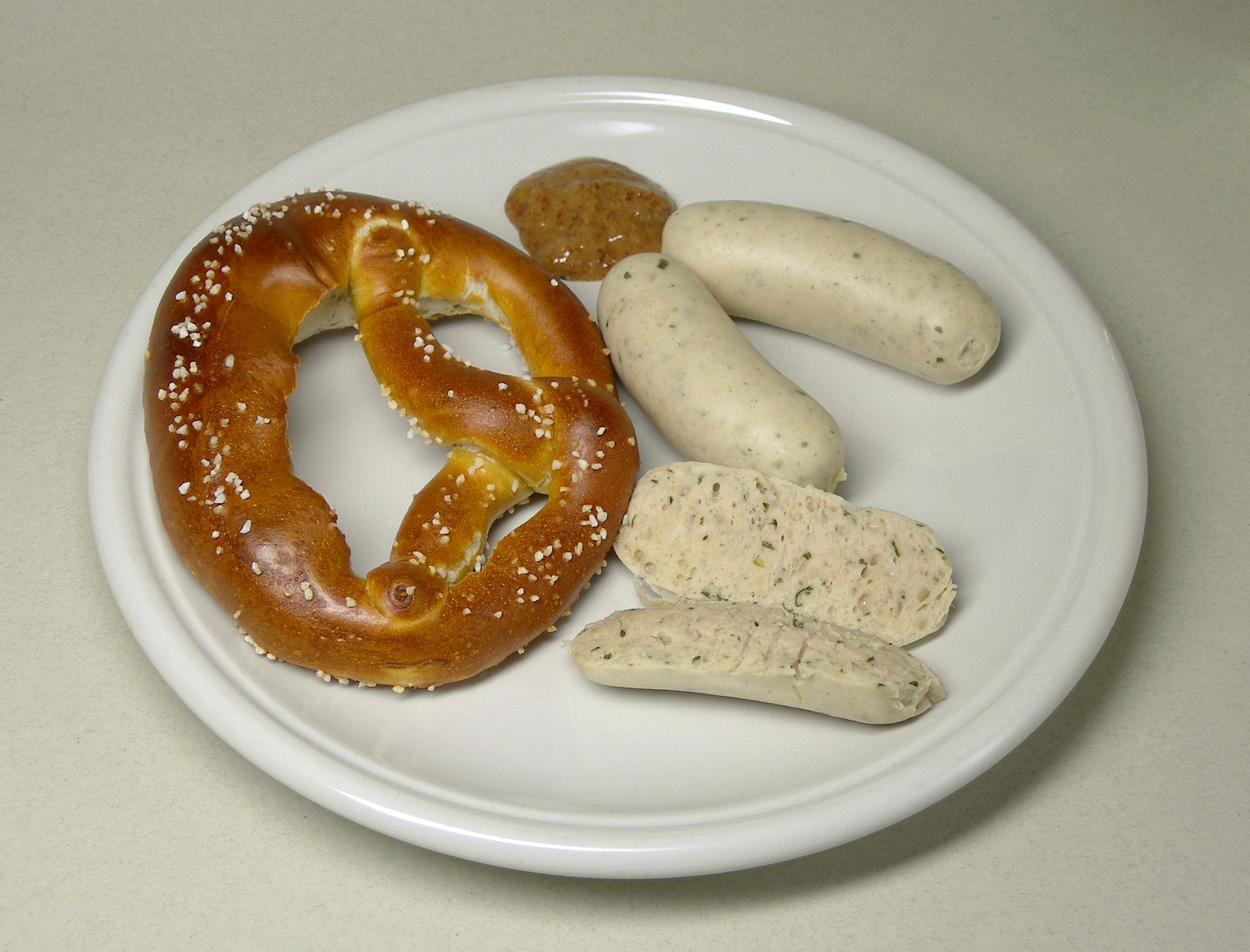
Weißwurst với Brezel và süßem Senf
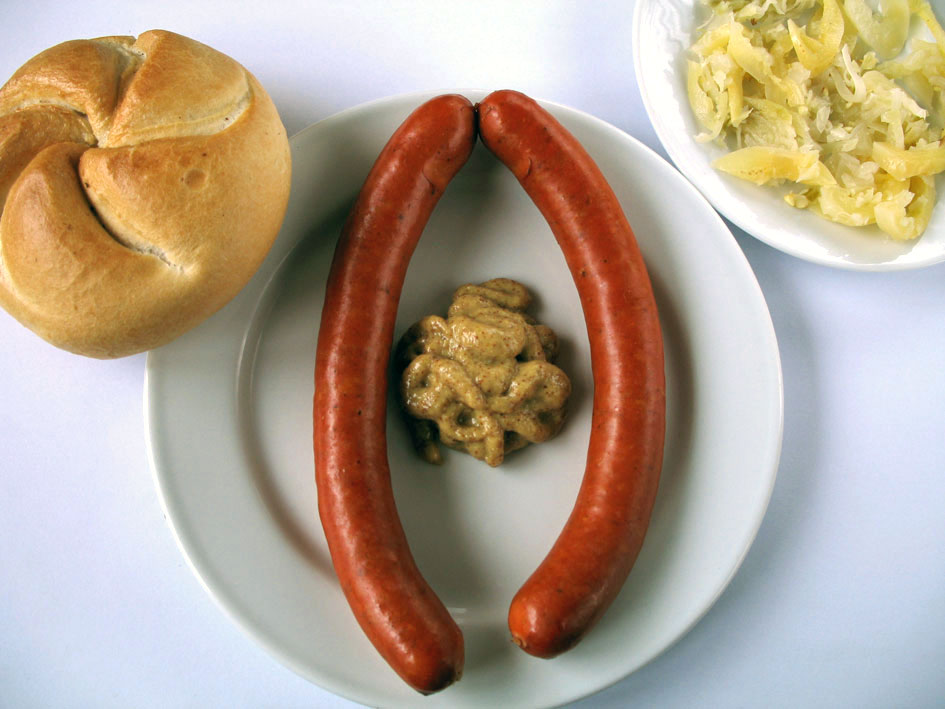
Debrecziner Würstel
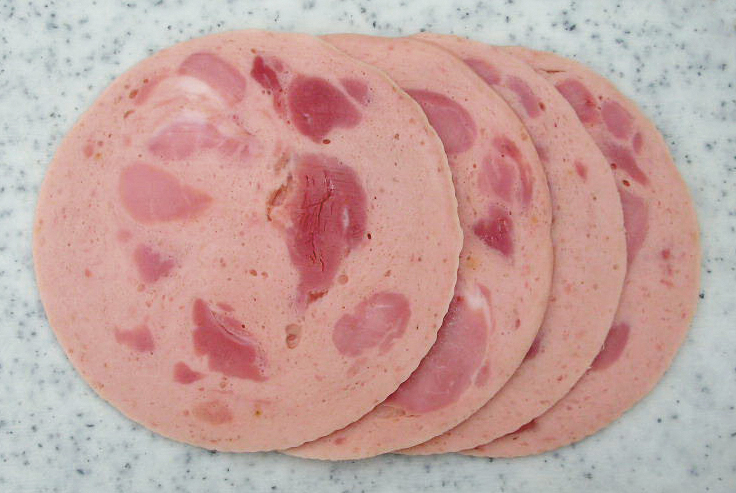
Bierschinken thái mỏng
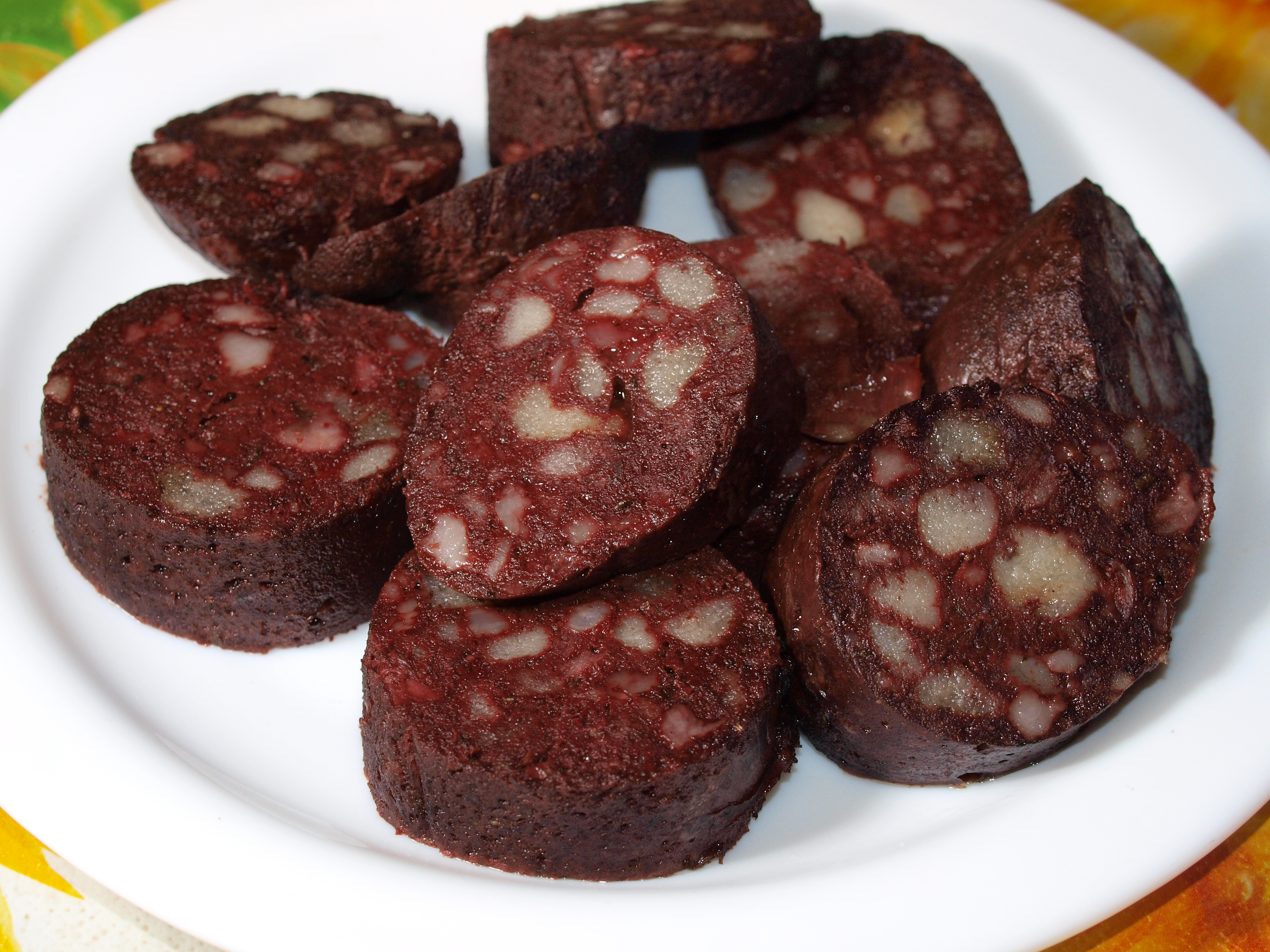
Xúc xích Boudin của Pháp

## Một số nước

### Châu Á
Xúc xích Arập với ảnh hưởng của khẩu vị vùng cận Đông nên thường dùng những loại gia vị mạnh như đinh hương, hồi, quế... Trung Quốc có món lạp xưởng là món sơ khai của xúc xích. Việt Nam có món dồi (dồi heo) rất ngon miệng và hấp dẫn, ngoài ra còn có món chả, chả lụa....

### Châu Âu

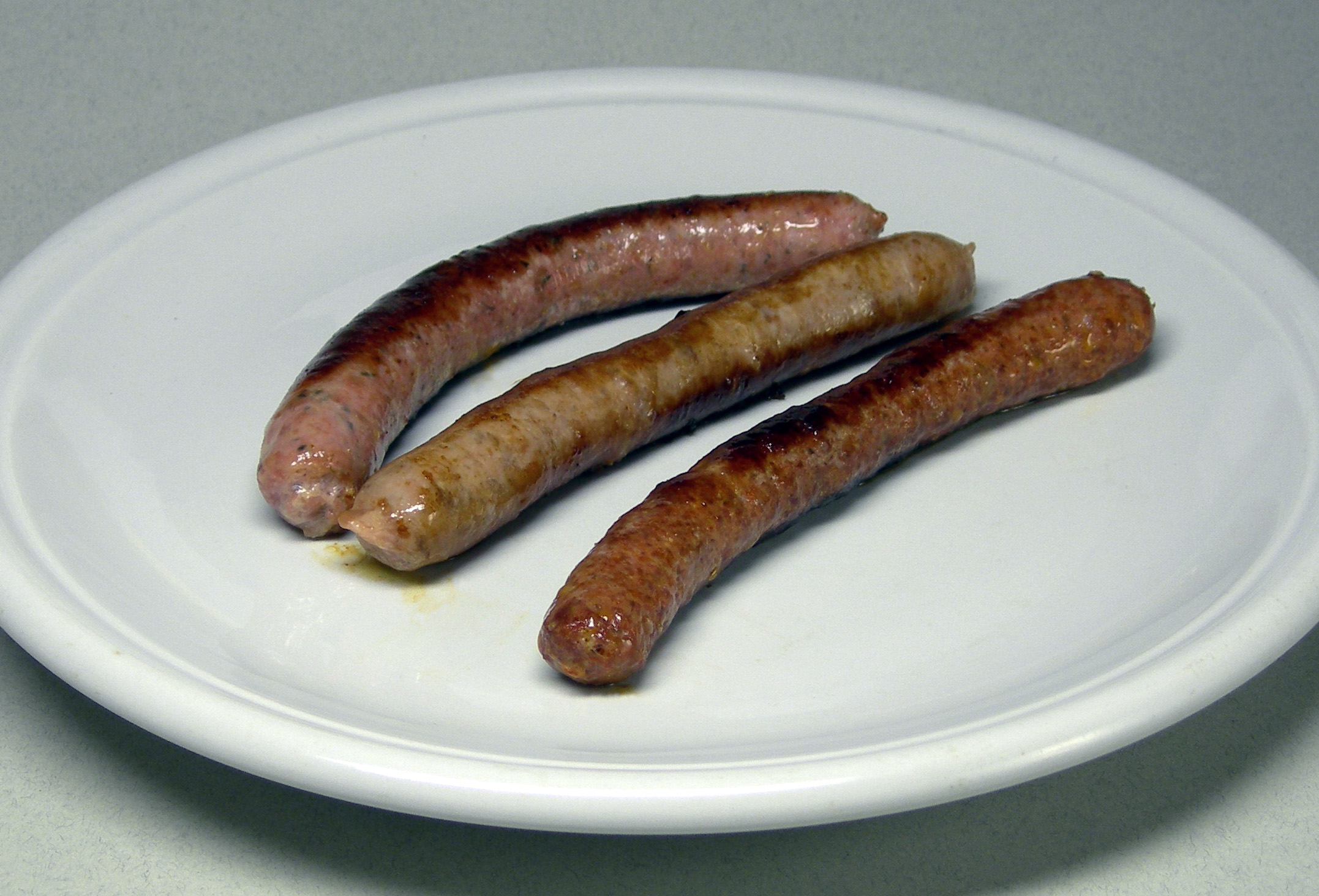
Xúc xích Bratwurst

Xúc xích Đức (Bratwurst) nổi tiếng bởi mùi khói thơm dịu. Để làm xúc xích xông khói người ta phải dùng dăm gỗ sồi hun cháy và khói của nó được xông thật nhẹ, kéo thật lâu áp vào từng mẻ xúc xích treo trên giàn bên trên. Xúc xích xông khói thường được nướng, bởi mùi thơm của khói trong xúc xích như được đánh thức bằng cái nóng của lửa, mùi của than củi. Chấm xúc xích với mù tạt thơm nồng, hăng hắc cay càng đậm đà hương vị của thịt, của khói.
Nước Anh nổi tiếng với loại xúc xích tươi làm bằng thịt bò hoặc heo trộn với gia vị, hành tím, ớt. Sau một thời gian, xúc xích được mang ra chiên hay nướng đều thoang thoảng thật nhẹ vị chua, tương tự như vị của nem chua.
Đặc trưng của xúc xích Ý là vị ngọt thanh và hương vị của rau mùi hoà quyện với gia vị làm nên phong cách riêng cho xúc xích Ý.
Vùng Toulouse của Pháp thì nổi danh với món xúc xích thịt heo xay miếng lớn lẫn với da. Nhai xúc xích vừa nhận được sớ thịt vẫn còn lẫn với cảm giác sừn sựt của da càng đã miệng.

## Vệ sinh an toàn thực phẩm

### Khuyến cáo
Nếu sử dụng phụ gia không đúng liều lượng và chủng loại hoặc phụ gia không nằm trong danh mục cho phép sử dụng sẽ gây hại cho sức khoẻ con người. Sử dụng chất phụ gia trong xúc xích quá liều có thể gây ra hiện tượng thiếu máu, chóng mặt, buồn nôn, thậm chí còn có thể là tác nhân gây ra ung thư.

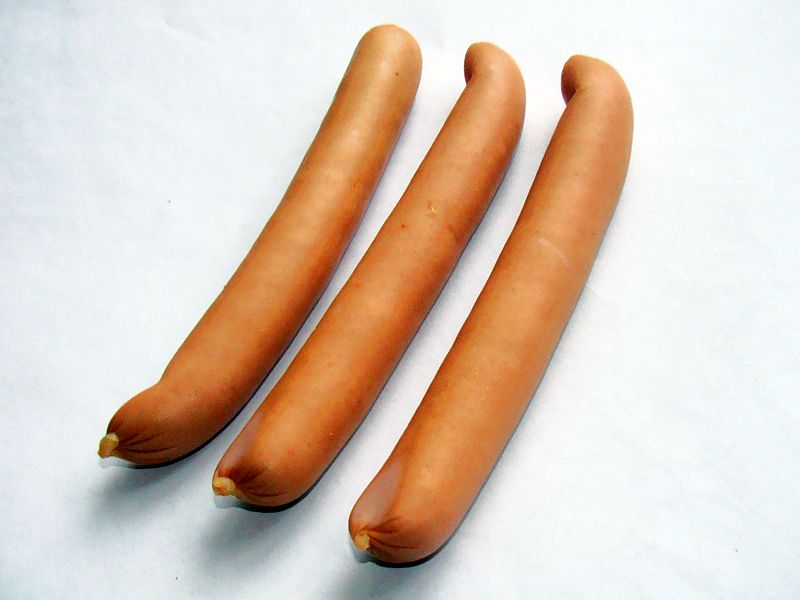
Xúc xích làm từ thịt bê

Nguyên nhân là do Acid ascorbic là chất chống oxy hóa chất béo, có thể làm giảm giá trị dinh dưỡng, thay đổi cấu trúc thịt và sinh ra độc tố. Muối diêm có tác dụng sát khuẩn trong bảo quản và giữ màu cho thịt cá, tuy nhiên khi đi vào cơ thể với liều lượng vượt quy định sẽ phá vỡ kết cấu hồng cầu, gây ra hiện tượng thiếu máu và ảnh hưởng tới hệ thần kinh, đồng thời trong quá trình thủy phân, muối diêm tạo ra chất nitrosamine. Đây là tác nhân gây ung thư và dẫn đến nhiều triệu chứng ngộ độc cấp tính như nhức đầu, buồn nôn, chóng mặt, tiêu chảy.
Xúc xích tuy là món ăn ngon, thông dụng, dễ chế biến tuy nhiên nếu không được bảo quản cẩn thận và chế biến đúng cách, nó có thể hư hỏng, ngoài ra khi sử dụng cần lưu ý về thời hạn sản xuất, thời hạn sử dụng. Trong quá trình lưu thông phân phối, việc bảo quản xúc xích tiệt trùng không đúng cách như môi trường có độ ẩm cao, nắng chiếu trực tiếp cũng khiến xúc xích ứ nước, gây căng phồng và biến đổi màu sắc lẫn mùi vị. Có ý kiến cho rằng ăn một chiếc xúc xích mỗi ngày có thể làm tăng 19% nguy cơ ung thư tuyến tụy.
Sự kết hợp giữa của các chất đạm của thịt và sữa với chất tạo màu, chất nhũ hoá, chất làm đặc và hương liệu có thể có hại cho sức khỏe trẻ em, gây dị ứng hoặc viêm dạ dày, chất tạo vị có trong xúc xích thường gây nghiện, các chất hoá học chứa trong đó, khi vào cơ thể đòi hỏi các cơ quan phải làm việc nhiều hơn để thải loại chúng. Kết quả là hệ thống miễn dịch của trẻ bị suy yếu, khó chống lại sự nhiễm trùng ở bộ máy tiêu hóa thực phẩm.

### Thực trạng
Ở Bắc Kinh - Trung Quốc từng có gia đình ăn xúc xích mua ở siêu thị hai túi xúc xích ăn liền của hãng Song Hội (Shuanghui), nổi tiếng trong ngành công nghiệp thực phẩm ở Trung Quốc, tại một siêu thị Wu-mart cũng có tiếng trong hệ thống bán lẻ sau đó bị ngộ độc và phát hiện trong gói xúc xích có giòi. Ban đầu trông những gói xúc xích không có biểu hiện lạ, nhưng sau một đến hai ngày thì thấy giòi xuất hiện.
Tại Việt Nam, ở trên thị trường ở Đồng Nai lại xuất hiện lô hàng xúc xích có giòi, và bốc mùi hôi thối, nhiều thùng xúc xích heo, bò, gà nhãn hiệu Soyumm còn thời hạn sử dụng nhưng đã bị chảy nước, có giòi, côn trùng và nấm mốc. Đây là nhãn hiệu xúc xích tiệt trùng dành cho trẻ em, nguyên nhân chính là do việc sản xuất và khâu bảo quản thiếu trách nhiệm của nhà sản xuất xúc xích. Khi kiểm tra mở niêm phong số xúc xích thu hồi (39 thùng) thì có 17 hũ hư hỏng (nứt, bể, mất dấu niêm phong của nhà sản xuất), bên trong có xác côn trùng, giòi, kiến, ruồi, cây xúc xích ẩm ướt và khi mở niêm phong chì ở 2 đầu, ghi nhận những lỗ nhỏ li ti quanh bao phim, xúc xích có màu nâu sậm, mùi hôi. Sau đó nhà chức trách nước này đã phải buộc tiêu hủy 104 kg xúc xích của Công ty CP Jupiter Food VN đồng thời thu hồi một số sản phẩm thuộc mẻ này đã tung ra thị trường ở Việt Nam.
Ở România đã từng phát hiện món xúc xích trong đó có chứa chuột khi phát hiện một con chuột chết nằm trong miếng xúc xích Ý mà anh ta đang ăn dang dở, công ty sản xuất này cho biết họ cũng từng phát hiện một cây đinh và một con ốc trong chính sản phẩm của họ. Do đó, Khi mua loại sản phẩm này cần lưu ý những thông tin trên bao bì, nên mua hàng mới sản xuất, bảo quản ở nơi thoáng mát. Khi sử dụng nên dùng kèm rau củ, trái cây tươi để bổ sung đủ vitamin và chất xơ.